# Glas (jezikoslovje)
Glás je v jezikoslovju najmanjša akustična enota govorjenega jezika. Glas, ki nasproti drugim glasovom v danem jeziku razločuje pomen besed, imenujemo glasnik ali fonem. Delimo jih na samoglasnike in soglasnike. Nekatere glasove v določenih glasovnih okoljih izgovarjamo drugače kot v drugih, vendar ne gre za pomensko razločevalne glasnike, temveč za glasovne različice oziroma alofone (na primer glas v ima v slovenščini štiri različice: [v], [ṷ], [w] in [ʍ]).
S preučevanjem glasov se ukvarja glasoslovje.

## Tvorba glasu
Glasove tvorimo z govorili oziroma govorilnimi organi. Ti organi so trebušna prepona, rebra z mišicami prsnega koša, pljuča, sapnici s sapnikom, grlo s pokrovko nad seboj, stene žrelne, ustne in nosne votline ter jezik, zobje in ustnice. Ti organi imajo druge prvotne funkcije, govorne naloge opravljajo drugotno.
Ko se ob vdihu rebrne mišice dvignejo in razširijo rebra ter se trebušna prepona spusti proti trebušni votlini, nastane v prsni votlini podpritisk in zrak vdre po dihalih iz okolice v pljuča. Ta zrak imenujemo vdišni in ga praviloma za tvorbo glasov ne uporabljamo (razen v redkih primerih – v slovenščini na primer za tvorbo glasov v nekaterih medmetih). Ko se trebušna prepona dviga zopet v normalni položaj in se prsni koš ponovno zoži, se tvori izdišni zrak, s katerim tvorimo glasove. Zrak potuje iz pljuč po sapnicah in sapniku do žrela ter v ustno in nosno votlino. Če se ob tem glasilki treseta, nastane zveneči glas, ob razmaknjenih glasilkah pa nastajajo nezveneči glasovi. Glasilki se treseta pri vseh slovenskih samoglasnikih in pri večini soglasnikov (zveneči glasovi); nezveneči so le soglasniki p, t, k, f, s, c in č.

## Zapisovanje
Glasove zapisujemo s črkami. V slovenščini glasove zapisujemo s 25 črkami slovenske abecede, pri čemer vsi glasovi, ki vplivajo na pomen, nimajo svoje črke (recimo široki ê in ozki é zapisujemo kot e, široki ô in ozki ó kot o in tako naprej).